# Монтичели д'Онджина
Монтичѐли д'Онджѝна (на италиански: Monticelli d'Ongina, на местен диалект Muntzèi, Мунтъцей) е градче и община в северна Италия, провинция Пиаченца, регион Емилия-Романя. Разположено е на 40 m надморска височина. Населението на общината е 5471 души (към 2010 г.).